# لیف (گونه)
لیف یا لوفا (نام علمی: Luffa aegyptiaca) گیاهی از خانواده کدوییان است، نام یک گونه از سرده لیف است. گیاه لوفا متعلق به مناطق گرم و مرطوب آمریکای جنوبی و دارای نوعی اسفنج طبیعی است.
گیاه لوفا گیاهی که به عناوین توری، کشاتاکی و اسفنج گیاهی نیز معروف است. گیاهی است بالارونده که معمولاً روی داربست گسترده می‌شود برگ‌های آن در ابعاد برگ ختمی، شبیه برگ انگور و خیار پوشیده از کرک‌های ریز می‌باشد. ساقه اصلی آن دراز، گره دار و محل گره‌ها زاویه دار است. پس از ۵ یا ۶ ماه که از کاشت آن گذشت گل‌های درشت زرد شبیه گل خیار ظاهر می‌شود. میوه‌های آن سبز تیره، خالدار و دوکی مانند که از وسط متورم و از دو طرف باریک است. قطر آن ۲ تا ۳ سانتی‌متر و طولش ۳۰ تا ۱۰۰ سانتی‌متر می‌باشد. دانه‌های آن در برخی گونه‌ها سیاه و در برخی کرم رنگ می‌باشد.

## کاربردها

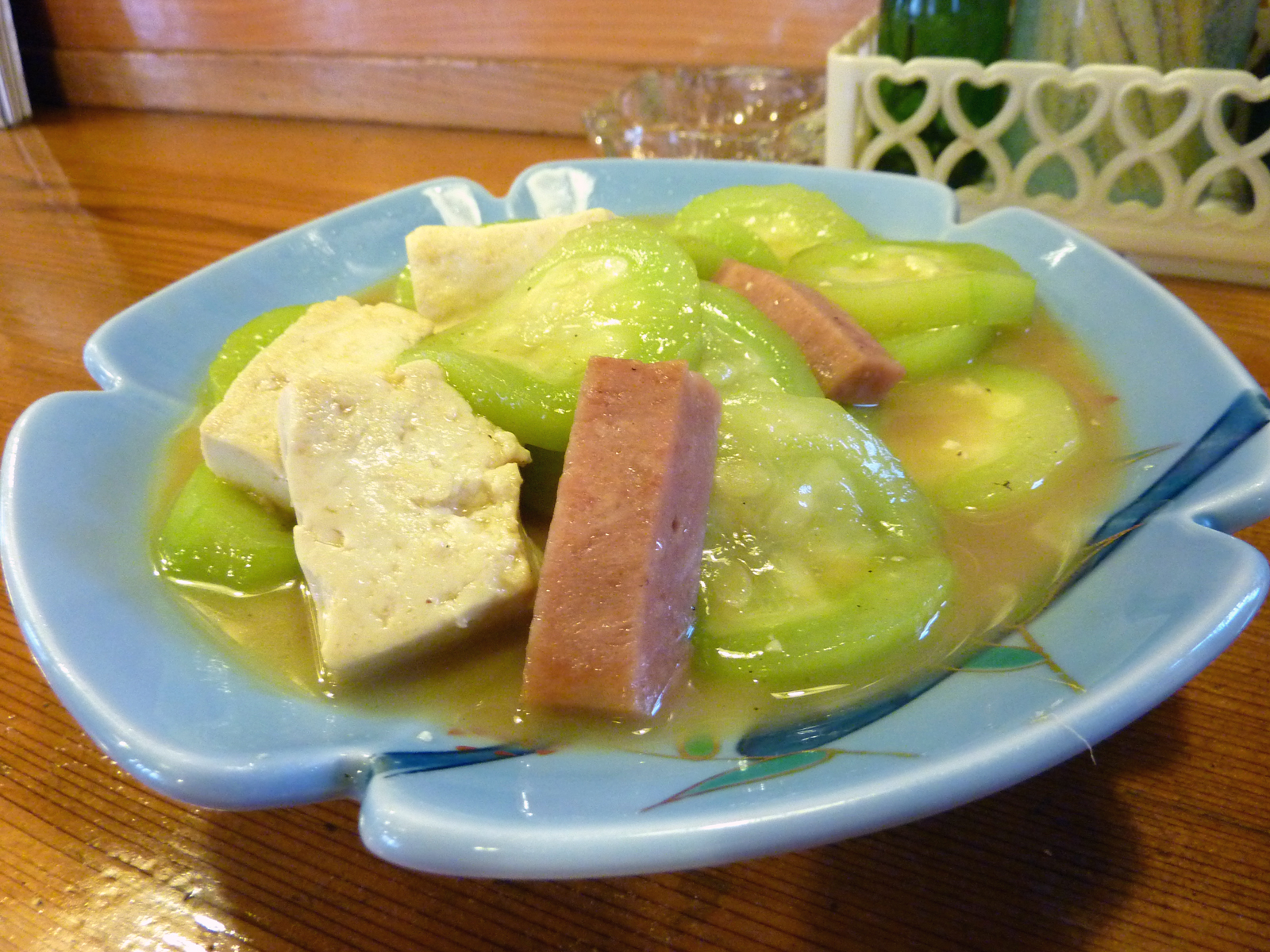
سالاد لیف

علاوه‌بر کاربردهای اسفنج لوفا در حوزه سلامت و مراقبت از پوست، کاربردهای صنعتی بسیاری نیز دارد.
از لوفا در صنایع دستی، آرایشی و بهداشتی، اُرتوپد، محصولات مراقبت از پوست، طراحی داخلی ساختمان، عایق‌بندی صوتی و حرارتی، مواد اولیه برای ساخت تجهیزات مراقبت از بدن، در صنعت تولید صابون و… استفاده می‌گردد.
همچنین از اسفنج لوفا برای تمیز کردن شیشه آلات، ظروف و سایر وسایل آشپزخانه استفاده می‌شود. اسفنج لوفا برای پاک‌سازی غذا از سطح ظروف حساس به خراش، همچون تفلون و چدن مناسب است. از این گیاه برای ساخت اسفنج و لیف نیز استفاده می‌شود.

## اثرات و خواص لوفا بر بدن
این گیاه برای رفع مشکلات دهانی و جلوگیری از سرماخوردگی بسیار مفید است. همچنین از لوفا برای رفع مشکلات سینوسی نیز استفاده می‌شود. برخی از افراد از این گیاه برای درمان دردهای عضلانی، آرتریت و دردهای قفسه سینه استفاده می‌کنند.
اسفنج لوفا کاملاً گیاهی بوده و فاقد هرگونه مواد شیمیایی و مصنوعی است. یکی از کاربردهای اصلی آن استفاده به عنوان لیف حمام یا پد پاکسازی صورت است. استحمام و ماساژ با این لیف لایه‌بردار علاوه بر لذت فراوان، بسیار آرام بخش است. همچنین موجب نرمی توأم با استحکام، روشنی پوست و خون‌رسانی بهتر به آن می‌شود. پد صورت یا لیف‌های لایه‌بردار لوفا فارغ از طرح‌های متنوع، نحوه استفاده و نگهداری یکسانی دارند.
خانم‌ها از خواص درمانی لوفا برای دوره بعد از قاعدگی می‌توانند استفاده کرده و زنان شیرده از آن برای افزایش میزان شیر می‌توانند استفاده نمایند.
اسفنج سوخته شده گیاه را بر روی پوست و کناره‌های چشم بکار می‌برند.
میوه تازه این گیاه را همراه با سبزیجات دیگر در کنار وعده‌های غذایی یا یک وعده غذایی مورد استفاده قرار می‌دهند. لوفا همچنین در صنایع آرایشی به عنوان یک التیام بخش، ضد تورم و رفع کننده سموم پوست مورد استفاده قرار می‌گیرد.
ماساژ ملایم لوفا روی پوست به هنگام استحمام موجب چربی‌سوزی بافتهای چربی می‌شود به طوری که ماساژ ده دقیقه‌ای این گیاه به اندازه نیم ساعت فعالیت بدنی متوسط چربی بدن را می‌سوزاند.